# Kansas (Oklahoma)
Kansas – miasto w Stanach Zjednoczonych, w stanie Oklahoma, w hrabstwie Delaware.